# Brossard (marque)
Pour les articles homonymes, voir Brossard.
Jacquet Brossard Distribution est une entreprise de l'industrie agroalimentaire française spécialisée dans la fabrication de gâteaux et de biscuits. Elle est une filiale de Limagrain via Jacquet Brossard.

## Histoire
En 1931, Georges Brossard, pâtissier, crée la société qui porte son nom avec sa femme Laure. Il achète une petite biscuiterie artisanale en Charente-Maritime à Saint-Jean-d’Angély, située rue André Rabault. En 1961, l’entreprise déménage route de Niort dans une grande usine neuve, en raison d'un manque de place dans les anciens locaux. Les deux sites de production vont coexister pendant 23 ans jusqu’en 1984. En 1962, Brossard lance le Savane, premier gâteau industriel de la marque. Ce marbré va très vite devenir le produit phare de la marque.
En 1968, le groupe américain Pillsbury, qui possédait déjà Gringoire, une entreprise française spécialisée dans la fabrication de biscottes, prend le contrôle de Brossard. Les deux sociétés fusionnent en 1975 pour former le groupe Gringoire-Brossard. L’usine Gringoire – fondée en 1817 – se situe à Pithiviers dans le Loiret. La même année, Georges Brossard prend sa retraite.
En 1989, "Pillsbury" est elle-même rachetée par la firme anglaise Grand Metropolitan, qui acquiert également la branche surgelés de Belin pour former le groupe "Brossard Surgelés" en 1990.
En 1994, "Gringoire-Brossard" et "Brossard Surgelés" fusionnent en un seul groupe, dénommé "Brossard".
Sara Lee Corporation fait l'acquisition de "Brossard France SA" en 1997, se sépare de son usine historique - route de Niort - à Saint-Jean-d'Angély, en la cédant à CCA, puis revend l'entreprise à la PME Saveurs de France en janvier 2001.
En 2010, à la suite de difficultés financières et de sa sortie du groupements d'achats des Centres E.Leclerc en 2009 (pour des problèmes de renégociations des tarifs), et malgré un bon développement au Grand Export (Europe, Canada, Moyen-Orient) sous l'impulsion de son directeur international, Brossard se sépare de son activité surgelés (pizzas, petits fours) et revend les usines de transformation du Neubourg et de Castelsarrasin (l'usine historique Belin, héritée en 1989) au groupe islandais Alfesca, devenu Labeyrie Traiteur Surgelés.
En 2011, Brossard est racheté par Limagrain, qui possède déjà l'entreprise de boulangerie industrielle Jacquet à Bezons rachetée en 1995.

## Marques
Les marques distribuées par Brossard :
- Savane
- Brownie Brossard
- Cake Brossard
- Pain d’Épices Brossard
- Boudoir et Les Biscuits à la Cuillère Brossard

## Activité
En France, Brossard est la 2e marque sur le marché de la pâtisserie industrielle et propose aujourd'hui plus de 50 références. La marque est notamment connue à travers ses marques "Savane" et "Brownie". Elle réalise un chiffre d'affaires d'une centaine de millions d'euros.
Depuis la vente de ses deux usines de fabrication de surgelés, et la fermeture de l'usine de Saint Jean d'Angély en 1997, l'intégralité de la transformation des produits Brossard est assurée dans l'usine de Pithiviers par 215 personnes (juin 2010).

## Communication

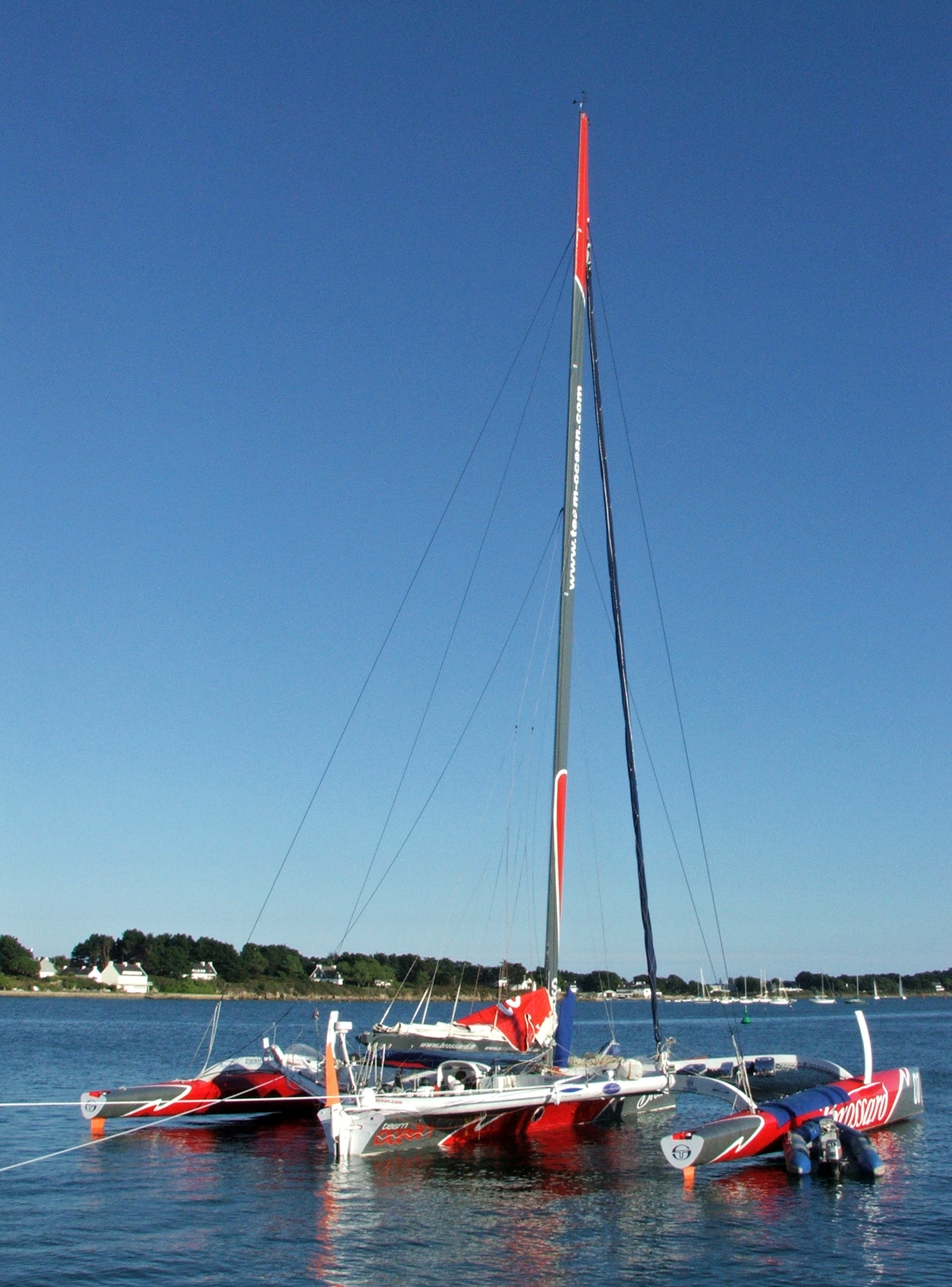
Le trimaran ORMA Brossard à la Trinité-sur-Mer.

La marque Savane Brossard a, durant les années 80, été incarnée par le personnage Papy Brossard, avant d'être remplacé par l'image du soleil de la savane.
Brossard était le « partenaire titre » de Team Ocean, écurie de course au large créée par le chef de bord Yvan Bourgnon. Le partenariat est terminé depuis 2008.